# Jaca, Hajdú-Bihar
Jaca (în maghiară Zsáka) este un sat în districtul Berettyóújfalu, județul Hajdú-Bihar, Ungaria, având o populație de 1.718 locuitori (2011).

## Demografie
Componența etnică a satului Jaca
     Maghiari (91,06%)
     Romi (6,9%)
     Români (1,74%)
     Necunoscut (0,29%)
     Alții (0,29%)
Componența confesională a satului Jaca
     Reformați (34,75%)
     Fără religie (21,83%)
     Romano-catolici (4,54%)
     Ortodocși (3,26%)
     Necunoscută (34,46%)
     Alte religii (1,57%)
Conform recensământului din 2011, satul Jaca avea 1.718 locuitori. Din punct de vedere etnic, majoritatea locuitorilor (91,06%) erau maghiari, existând și minorități de romi (6,9%) și români (1,74%). Apartenența etnică nu este cunoscută în cazul a 0,29% din locuitori. Nu există o religie majoritară, locuitorii fiind reformați (34,75%), persoane fără religie (21,83%), romano-catolici (4,54%) și ortodocși (3,26%). Pentru 34,46% din locuitori nu este cunoscută apartenența confesională.
În anul 1881 la Jaca locuiau 2690 de persoane, dintre care 2007 maghiari, 533 români, 22 germani și 128 din alte etnii. Din punct de vedere religios, 1765 erau reformați, 650 ortodocși, 184 mozaici, 88 romano-catolici, 3 luterani.